# 亀井定雄
亀井 定雄（かめい さだお）は、西村京太郎の推理小説『十津川警部シリーズ』に登場する架空の警察官。十津川省三のパートナーである。
なお、名前は原作では多くが「定雄」となっているが、ドラマでは「定夫」「定男」の表記も用いられており、各ドラマのシリーズごとに異なっている。

## 小説作品において

### 設定
警視庁刑事部捜査一課に所属する警察官。高校卒業後警視庁入庁。年齢は45歳。昭和一ケタ生まれ（『終着駅殺人事件』より）。血液型はB型。身長170cm。髪は白髪交じりであり、体型は太っている。後に小柄で細身という描写がされた。汗っかき。
通称はカメさん。由来は名前からきたと思われがちであるが、「首を突き出すようにして歩いている様子が亀にそっくりだから」と言う者もいる（『消えたタンカー』より）。
最終学歴が高校卒業ということから学歴コンプレックスを持つ。自分より学歴の高い刑事に負けないという自負はあるが、研修の際に教官から「亀井だけ内容が理解できなかったのではないか」という態度を取られると「高卒だからそう思われている」と感じることがあるという。
階級・職名は原作では明言されておらず、ドラマにおいてはテレビ朝日「土曜ワイド劇場西村京太郎トラベルミステリー」、TBS「西村京太郎サスペンス・十津川警部シリーズ」で警部補、TBS「西村京太郎サスペンス　十津川警部シリーズ」では巡査部長と設定されている。役職については、実際の警部補相当職である捜査一課強行犯捜査係の主任が妥当であるが、明確に設定された作品は現時点では存在していない。なお、フジテレビ「金曜プレステージ 十津川刑事の肖像」では、若き日の十津川警部を描くという設定から、十津川とともに警視庁捜査一課刑事、テレビ東京「月曜プレミア8 十津川警部の事件簿」では、定年退職後に再任用された嘱託捜査員という設定になっている。
十津川警部シリーズの第2作『消えたタンカー』にて初登場。主に主人公・十津川警部の相棒を務めるが、『寝台特急「紀伊」殺人行』では物語中盤から主人公として活躍した。
なお、名は定雄（定夫と表記されたものもある）であるが、原作中長らく名前の設定がなく、十津川を始め十津川班の刑事には「カメさん｣、上司には「亀井君｣、状況説明の中では「亀井｣と呼称されていた。ドラマにおいて初めて役名が付けられ、「定夫」（テレビ朝日・東映版）、「定雄｣（TBS・テレパック版）、「定男」（フジテレビ・FINE版）となった。

### 十津川警部との関係
亀井は基本的に警視庁刑事部捜査一課「十津川班」の一員として、捜査に参加している。また、亀井は十津川班で一番年長と見られることや高い捜査能力などから、班のリーダーの十津川から強く信頼され、十津川のパートナーとして行動を共にすることが多い。
また、稀に十津川が単独もしくは亀井以外のメンバーと遠方に捜査に出かけた時は十津川の代理として班の指揮を担当する。それを上司である本多捜査一課長から要請されることもある（『十津川警部・怒りの追跡』、この時、十津川が行方不明であったため）。さらに「十津川・亀井のコンビならば安心して世界に出せる」と上司に言わしめるほど（『パリ･東京殺人ルート』）、亀井自身あるいは十津川とのコンビは十津川以外の上司の信頼も厚い。三上が十津川に極秘任務を与えた際、十津川から「カメさんも連れて行きたい」と言った時は「彼ならいいだろう」と二つ返事で許可されたほど。
十津川が妻・直子以外で最も大切にしている人物と見なされたことから、十津川を苦しめるために賞金首にされる（『特急「白鳥」十四時間』）、姿を晦ました十津川を見つけるには亀井を尾行すれば良いと考えられてマスコミにつけ回される（『祖谷・淡路殺意の旅』）ほど、パートナーとして広く一般にまで知られている。
パートナー、部下としての役柄、十津川の世話を焼くこともあり、十津川には、「カメさんの淹れたコーヒーが一番うまい」と言わせ、捜査本部に泊まり込みとなるときには夜食として、十津川に「そろそろカメさん自慢のラーメンが出る頃だと思ってね」と言われるインスタントラーメンを作ることもある。
主人公の相棒という立場だが、十津川でも思いもよらなかった推理を話したりして捜査の突破口を開くなど、決して十津川に劣っているわけではない。犯人確保の際は、銃撃戦などで負傷して離脱することもあれば、犯人を殴り倒して逮捕することもある。

### 性格
性格は当初、十津川をして、人に恨みを買うことが最も少ない刑事だと言わしめるほど、人情味と誠実さを併せ持った設定であったが、直情径行型に描かれる作品も少なくない（それでも若手の日下や西本よりは落ち着いている）。容疑者等に腹を立てるとすぐ熱くなり、時には容疑者を殴りつけようとすることもある。ただし、動機が復讐など同情の余地のある犯人には警察官としての義務から厳しく追跡するものの人間としては同情する。また十津川が怒りで冷静さを失うと諫めるなど、お互いを補い合うことができている。近年の作品では同情の余地のない犯人（愉快犯的殺人鬼やテロリスト）が増えたため亀井の性格も直情径行的になってきている。
初期には青森出身との設定であったが、後に仙台出身という記載があり、亀井自身は「青森生まれ仙台育ち」と発言している。特に青森を故郷として強く意識し、思い入れも強い（『終着駅殺人事件』など）。その辺りが東京都出身の十津川との大きな違いである（十津川は「私にははっきりとした故郷の風景はない」と語っている）。
『急行奥只見殺人事件』では十津川と共に子供好きな一面を見せている。亀井自身、小学生の子供が居るので尚更その傾向が強い。
『松島・蔵王殺人事件』では初恋の女性と久しぶりに再会。一緒に食事をした際は「今だけは家庭のことは忘れていたい」と述べ、少年だった頃の気持ちで接している。
夢は「警察を退職したら、子供の頃遊んだ野山を復元して、毎日そこで寝転ぶこと」。

### 家族
家族は妻公子、長男健一と長女マユミの3人がいる（原作中に「上の娘」とあり、もう一人娘がいたものと思われる）。小学生の健一は鉄道マニアであり、健一に鉄道を見に連れて行かされた先で事件に遭遇したり、健一のひと言がきっかけとなり犯人のトリックを見破ったりしたことがある。健一の写真により濡れ衣から救われたこと（『二階座席の女』）もある。
健一は『特急おおぞら殺人事件』、マユミは『特急「しなの21号」殺人事件』で誘拐されたことがある。
姪が二人いるが、一人は遊び相手の男に射殺されてしまい（『高原鉄道殺人事件』）、一人は恋人が旅行中に元恋人を殺して逮捕された（『おおぞら3号殺人事件』）。これらのことから解説に「亀井の一族は多難続きらしい」と書かれてしまったこともある。

## 映像作品において
十津川警部を主人公とした作品の映像化は数多く、これらの作品にも亀井刑事が登場する。なおドラマ版で登場する家族は妻の公子だけの事が多く、子供が登場する作品は少ない。そのため、原作よりも比較的高齢の俳優が起用されていることが多い。
『土曜ワイド劇場』での十津川警部役を三橋達也が演じた作品においては、三橋が高齢だったため愛川欽也が演じる亀井が主役格として扱われ、犯人を追いつめる最後の手段として情に訴えるなど人情味あふれる人物として描かれた。
当初の愛川はそのコミカルな芸風と相まって、原作のベテラン刑事のイメージとはかけ離れ、同じ年長者でも西本や清水といった若手の兄貴分的立場に描かれていた。同シリーズ第4作『寝台特急「あかつき」殺人事件』のオープニングでは拳銃を発砲しているシーンが使われている。またシリーズ第1作が青森をテーマにした『終着駅殺人事件』だったこともあり、特に青森出身であることが強調されたが、演者の愛川は東京都出身で、全く青森弁を話さないどころか、「～しちまった」「～されちまった」など、むしろ江戸弁混じりの話し方をすることが多かった。
後に作を重ねるごとに愛川の年齢も上がり、普段は穏やかだが行動派のベテラン刑事という、原作に近いキャラクターに変貌していった。この過程で前述の江戸弁混じりの話し方も消えて行った。原作者の西村は、「この愛川が亀井のイメージに一番近い」と語った事がある。

### 演じた俳優一覧
- 綿引勝彦 - テレビ朝日「西村京太郎トラベルミステリー」
- 愛川欽也 - 同上
- 高田純次 - 同上
- いかりや長介 - テレビ朝日「火曜ミステリー劇場」
- 犬塚弘 - TBS「ザ・サスペンス」
- 坂上二郎 - TBS「ザ・サスペンス」
- 伊東四朗 - TBS「月曜ドラマスペシャル」→「月曜ミステリー劇場」→「月曜ゴールデン」
- 石丸謙二郎 - TBS「月曜名作劇場」
- 小林稔侍 - テレビ東京「水曜女と愛とミステリー」
- 石田太郎 - 日本テレビ「西村京太郎からの挑戦 本格ミステリークイズ 芸能界推理王決定戦!」
- 山谷初男 - フジテレビ「木曜ドラマストリート」
- 川谷拓三 - フジテレビ「金曜女のドラマスペシャル」
- 室田日出男 - フジテレビ「男と女のミステリー」
- 地井武男 - フジテレビ「金曜エンタテイメント」
- 古谷一行 - フジテレビ「金曜プレステージ」
- 角野卓造 - テレビ東京「月曜プレミア8」
- 荒井注 - 3DOアドベンチャーゲーム「西村京太郎 悪逆の季節 東京～南紀白浜連続殺人事件」